# 临淮关镇
临淮关镇是中华人民共和国安徽省滁州市凤阳县下辖的一个镇。春秋战国时期钟离国城邑所在，秦置钟离县，三国魏废。西晋太康二年（281年）复置。东晋安帝时改名燕县。刘宋以后历为徐州、北徐州、楚州、西楚州及钟离郡和濠州。元至元十五年（1278年）升为临濠府，二十八年复为濠州。朱元璋吴元年（1367年）升为临濠府。至明初敕建中都前，其治所均在临淮关镇境内。

## 行政区划
临淮关镇下辖以下村级行政区划单位：
太平社区、马滩社区、车站社区、濠梁社区、临西社区、琉璃岗村、向阳村、姚湾村、临淮村、淮滨村和渔业村。

## 历史典故
因濠河（古称濠水）穿城东而过，汇入淮河。先秦时期，《庄子·秋水》一篇中“庄子与惠子游于濠梁之上”，即发生于此。并作出流传的哲学名句“子非鱼,安知鱼之乐”。